# Логачёвы
Логачёвы — русский дворянский род.
Семён Карпович и Василий Семёнович верстаны в 1664 г. поместным окладом. Род Логачёвых внесён в VI часть родословной книги Харьковской губернии.

## Описание герба
В верхней половине щита, в зелёном и красном полях изображён золотой крест и по сторонам две серебряные луны, рогами обращённые вверх. В нижней серебряной половине, наподобие стропила означены ружьё и шпага.
Щит увенчан дворянскими шлемом и короною со страусовыми перьями. Намёт на щите красный и зелёный, подложенный золотом. Герб рода Логачёвых внесён в Часть 9 Общего гербовника дворянских родов Всероссийской империи, стр. 96.